# محمد لطفي (رياضي)
محمد حسين لطفي، رياضي مصري وهو مخترع الرياضة المصرية كرة السرعة التي سرعان ما انتشرت عالميا في عدد كبير من الدول. كما أنه كان الرئيس السابق للاتحاد الدولي لكرة السرعة.